# Clapotis

Sóng tới (màu đỏ) đập vào bờ tường và tạo ra sóng phản xạ (màu xanh), kết quả giao thoa của hai loại sóng trên tạo ra sóng bập bềnh (màu đen).

Trong thủy động lực học, clapotis (tạm dịch: sóng bập bềnh) là một dạng sóng dừng không vỡ, có thể gây ra bởi hiệu ứng phản xạ của một đợt sóng sau khi đập vào những bề mặt gần như thẳng đứng, như đê chắn sóng, đê biển hoặc vách đá dốc đứng.
Hệ quả là sóng bập bềnh vừa không truyền theo phương ngang, mà thay vào đó là tuân theo mô hình các nút và bụng sóng cố định. Các sóng này đẩy mạnh sự xói mòn tại chân tường, và có thể dẫn đến những tổn hại nghiêm trọng cho các cấu trúc ven bờ. Trong tiếng Pháp và tiếng Anh, người ta gọi sóng bập bềnh là clapotis, theo thuật ngữ do nhà toán học kiêm nhà vật lý người Pháp Joseph Valentin Boussinesq đặt ra năm 1877, khi ông gọi các cơn sóng này là ‘le clapotis’, nghĩa là ‘sóng vỗ’.
Trong điều kiện lý tưởng, tồn tại trạng thái "sóng bập bềnh toàn phần", khi một sóng tới đơn điệu thuần túy được phản xạ hoàn toàn vuông góc với một bề mặt đặc rắn thẳng đứng, lúc này độ cao sóng dừng bằng hai lần độ cao sóng tới ở khoảng cách một nửa bước sóng tính từ bờ tường. Trong trường hợp này, những quỹ đạo xoay vòng của các chất điểm hạt nước trong sóng nước sâu được chuyển đổi thành chuyển động thẳng thuần túy, với vận tốc hướng dọc tại các bụng sóng và vận tốc hướng ngang tại các nút sóng. Các sóng dừng luân phiên dao động lên xuống đối xứng với nhau, do động năng được chuyển thể thành thế năng, và ngược lại.
Trong cuốn sách xuất bản năm 1907 Naval Architecture, Cecil Peabody đã mô tả hiện tượng này như sau:
Ở bất kì mặt cắt tức thời nào dọc theo mặt nước đều tựa như một sóng trocoit, nhưng thay vì hiện ra sang trái hay phải, mặt cắt lại phát sinh từ một bề mặt ngang, đạt đến sự phát triển tối đa và sau đó phẳng lại đến khi trở về mặt ngang lần nữa; ngay lập tức một profin sóng khác sẽ hình thành với đỉnh của nó là nơi các hõm hình thành trước đây, sẽ phát triển lên và tiếp tục phẳng lại, v.v... Nếu chú ý tập trung vào một đỉnh sóng nào đó, ta sẽ thấy nó phát triển đến độ cao lớn nhất, hạ dần đi và tiếp đất cùng nơi với hõm sóng tương ứng, và khoảng thời gian giữa những cấu thành nối tiếp của các đỉnh sóng ở một vị trí nhất định sẽ xuất hiện đồng thời với một trong những sóng thành phần."

## Hiện tượng liên quan

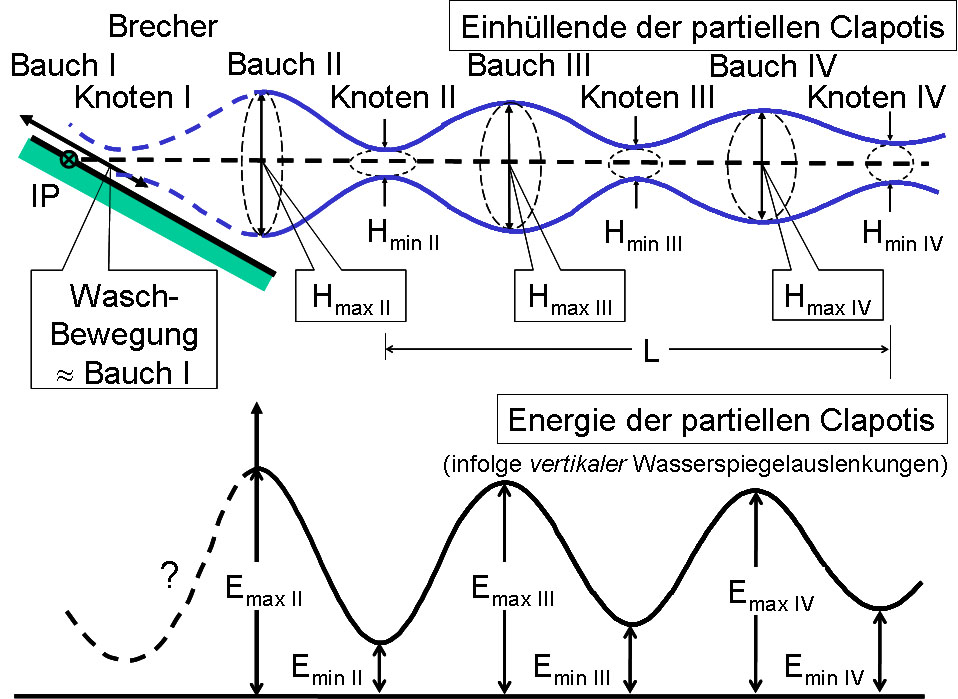
Sóng bập bềnh một phần.

Sóng bập bềnh thật sự rất hiếm, do độ sâu của nước hoặc tính dốc đứng của bờ không thể hoàn toàn thỏa mãn các điều kiện lý tưởng. Trong thực tế lại hay xảy ra trạng thái sóng bập bềnh một phần (tiếng Anh: partial clapotis), khi một phần năng lượng sóng tới bị triệt tiêu tại bờ, khiến tỉ lệ số lượng sóng tới được phản xạ dưới 100%, và chỉ có sóng dừng một phần được hình thành trong đó gồm các hạt nước chuyển động theo quỹ đạo elip. Điều này cũng có thể xảy ra dưới biển giữa hai đợt sóng khác biệt có bước sóng gần tương đương chuyển động theo những hướng ngược nhau, nhưng với biên độ không bằng nhau. Đường bao sóng của sóng bập bềnh một phần chứa một số chuyển động hướng dọc tại các nút sóng.
Khi một đợt sóng đánh vào bờ ở một góc xiên, thì đợt sóng phản xạ rời đi ở một góc bù sinh ra một dạng sóng giao thoa đường chéo song song gọi là clapotis gaufré (tạm dịch: bập bềnh bánh quế). Trong tình huống này, các đỉnh sóng riêng rẽ được hình thành tại nơi giao cắt của các đỉnh của đợt sóng tới và sóng phản xạ lan truyền song song với cấu trúc ven bờ. Chuyển động sóng này khi kết hợp với các xoáy nước tổng hợp có thể xói mòn các vật liệu từ đáy biển, và chuyển vận chúng dọc theo bờ tường, làm xói lở chân cấu trúc cho tới khi nó sụp đổ.
Các sóng bập bềnh trên bề mặt biển cũng phát ra những microbarom hạ âm vào khí quyển, và các tín hiệu địa chấn gọi là vi địa chấn đi kèm xuyên qua đáy biển tới lớp đặc rắn của Trái Đất.
Sóng bập bềnh còn được coi là thử thách và niềm vui khi chơi môn kayak biển.